# Ллуйд, Эдвард
Эдвард Ллуйд (англ. Edward Lhuyd, валл. Edward Llwyd) (1660—30 июня 1709) — валлийский учёный, естествоиспытатель, антиквар и лингвист. Опубликовал первый каталог окаменелостей, Lithophylacii Britannici Ichnographia.

## Биография
Ллуйд родился в 1660 году в английском графстве Шропшир. Он был незаконным сыном обедневшего дворянина Эдварда Ллойда из Лланворды (недалеко от Освестри). Ллуйд учился в школе в Освестри, а 31 октября 1682 года был принят студентом в оксфордский Джизус-колледж. Вскоре после начала занятий он стал помощником Роберта Плота, хранителя Ашмолеанского музея, в котором ему предстояло работать до самой смерти. Сведения о работах Ллуйда сохранились в записках Оксфордского философского общества. Среди выполненных им работ — каталог окаменелостей, хранящихся в музее (Cochlearum omnium tam terrestrium quam marinarum quae in hoc Musæo continentur, Distributio classica juxta figurarum vicinitatem concinnata). В 1688 году Ллуйд отправился собирать образцы растений в Сноудонию на севере Уэльса.
Ллуйд много работал с Джоном Рэем, составителем первого британского каталога растений, куда были включены также записи Ллуйда о растениях Сноудонии. Рэй также был лексикографом, и Ллуйд помогал ему в создании словаря Collection of English Words. С 1690-х годов Ллуйд отдаляется от ботаники и переходит к изучению окаменелостей и к геологии, совместно с Рэем он проводит исследования кентского побережья, а в 1691 году он сопровождал в поездке по Англии двух датских геологов.
С 1693 года Ллуйд переносит область своих занятий в сферу истории и лингвистики и начинает подготовку к полному описанию валлийских древностей. При этом он не оставляет работу над каталогом найденных в Великобритании окаменелостей (опубликован в 1699 году с большим числом опечаток, переиздан с исправлениями Ллуйда в 1760 году).
В 1697 году Ллуйд со своими помощниками отправился в путешествие, в ходе которого он несколько раз пересёк Уэльс, а также посетил Шотландию, Ирландию, Корнуолл и Бретань. Ллуйд вернулся в Оксфорд в апреле 1701 года с огромной коллекцией рукописей, записей и диковинок. В июне того же года он получил степень магистра Оксфордского университета, а в 1708 году был избран членом Королевского общества. В 1707 году вышел первый (оказавшийся и последним) том его книги Archeologia Britannica. Это первое систематическое собрание материалов, касающихся кельтских языков; туда входили, в частности, английский перевод бретонской грамматики Жюльена Монуара, отрывки из грамматики ирландского языка Ф. О. Моллоя и записи Ллуйда о валлийском и корнском языках. Материалы Ллуйда являются в особенности ценным источником сведений о корнском языке.
Эдвард Ллуйд скончался в Оксфорде от плеврита 30 июня 1709 года. Его имя носит сноудонская лилия Lloydia serotina и уэльское общество натуралистов Cymdeithas Edward Llwyd.